# Freedom Project
Freedom Project è un progetto promozionale giapponese fatto dalla Nissin Cup Noodles per il suo trentacinquesimo anniversario nel 2006. Parte di questo progetto è stata una serie OAV di sette episodi intitolata Freedom, disegnata da Katsuhiro Ōtomo. Il regista è stato Shuhei Morita, creatore del corto animato Kakurenbo. Nella serie è presente pubblicità indiretta dello sponsor: in molte scene si vedono i personaggi che consumano i Nissin Cup Noodles.
L'OAV è stato prodotto dallo studio d'animazione Sunrise e pubblicato da Bandai Visual USA per il Nord America. In Italia l'anime è stato distribuito da Dynit nel 2009.
La sigla della serie è This is Love di Utada Hikaru. Una seconda canzone della stessa cantante, Kiss & Cry, è stata utilizzata dalla Nissin per uno spot televisivo dell'anime andato in onda in Giappone a partire dal 20 aprile 2014.

## Trama
L'anime Freedom narra l'avventura di Takeru, un ragazzo che vive su Eden, una colonia lunare. Un giorno, Takeru viene a conoscenza di un grande segreto che potrebbe cambiare le sorti dell'umanità. Sulla Terra, infatti, la civiltà è ormai estinta a causa del cambiamento anomalo del clima.
La storia inizia 160 anni dopo la scomparsa della vita sulla Terra. Takeru, come altri ragazzi, decide di prender parte ad una gara di Beacle, moto da corsa particolari della Luna. Durante una gara, la sua Beacle prende fuoco e viene completamente distrutta. Per questo, Takeru è condannato a 10 ore di lavoro "volontario" al di fuori della cupola lunare. Durante questo giro lunare, Takeru rinviene i resti di una capsula schiantatasi sul suolo lunare. Il giovane scopre, grazie a delle fotografie, che la capsula proveniva dalla Terra, più precisamente dalla Florida.
Infatuatosi di una ragazza in una fotografia, Takeru cerca delle informazioni riguardanti la Terra in una biblioteca lunare. Scopre, però, che i libri della biblioteca sono censurati. Inoltre, le leggi di Eden proibiscono a chiunque di viaggiare lontano dalla cupola. Nella sua ricerca, Takeru farà la conoscenza di un gruppo di persone che vivono in una enclave lunare non soggetta al controllo di Eden. Takeru fa amicizia con il capo di questo enclave, e scopre che la Terra è nuovamente abitabile. Le autorità di Eden cercano così di sopprimere i ltentativo di Takeru di conoscere gli ultimi avvenimenti sulla Terra, ma il ragazzo, grazie ad un vecchio razzo, riesce a lasciare Eden e andare sulla Terra.
Takeru e il suo amico Bismarck atterrano sulle rovine di Las Vegas, e utilizzando il veicolo di Takeru attraversano gli Stati Uniti.

## Personaggi
- Takeru (Età: 15; Altezza: 170 cm)

Doppiatore originale: Daisuke Namikawa; doppiatore italiano: Lorenzo De Angelis
Abitante della Luna di terza generazione. Takeru è un ragazzo solare ed allegro, ma timido con le ragazze. È ghiotto dei Cup Noodles. Takeru è affascinato dall'idea di visitare la Terra.
- Kazuma (Età: 15; Altezza: 175 cm)

Doppiatore originale: Shōtarō Morikubo; doppiatore italiano: Flavio Aquilone
Caro amico di Takeru, Kazuma è un tipo calmo e tranquillo. Ha una sorella più giovane, Chiyo.
- Bismarck (Età: 15; Altezza: 160 cm)

Doppiatore originale: Kappei Yamaguchi; doppiatore italiano: Davide Perino
Caro amico di Takeru e Kazuma, Bismarck è un tipo introverso. Soprannominato Biz dagli amici, è un asso con la meccanica dei veicoli.
- Taira (Età: 15; Altezza: 171 cm)

Doppiatore originale: Takuya Kirimoto; doppiatore italiano: Andrea Mete
Rivale di corse di Takeru, Taira è un pilota estremamente abile e capo dei Moonshine.
- Junk

Proprietario di Moonraker, garage situato ad Eden. A Moonraker viene riparato il veicolo di Takeru in occasione della Tube Race.
- Alan

Doppiatore originale: Seizō Katō; doppiatore italiano: Dante Biagioni
Membro anziano di Freedom, Alan vive nei sotterranei di Eden. Egli fornisce a Takeru un motore ad alta potenza per il suo veicolo danneggiato. Alan indossa sempre una giacca Apollo. Il suo nome è un omaggio ad Alan Shepard.
- Ao

Doppiatrice originale: Sanae Kobayashi; doppiatrice italiana: Alessia Amendola
Ao è la ragazza che Takeru vede in fotografia e che riuscirà ad incontrare una volta arrivato sulla Terra.
- Chiyo

Doppiatrice originale: Eri Sendai; doppiatrice italiana: Emanuela Damasio
Sorella minore di Kazuma.
- Gosshu

Doppiatore originale: Kohei Fukuhara; doppiatore italiano: Stefano Santerini
Membro dei Moon Shine.
- Naomi

Membro dei Moon Shine.

## Libri
Shogakukan ha pubblicato diversi libri relativi inerenti al franchise Freedom, tra questi vi sono:
Freedom: Footmark Days (FREEDOM フットマークデイズ?, FREEDOM Futtomākudeizu) è una serie di tre romanzi che segue la storia di Freedom vista da Kazuma. La storia di questa serie è parallela alla storia principale ed introduce diversi personaggi non presenti nell'anime (ISBN 9784094510072, ISBN 978-4-09-451038-6, ISBN 978-4-09-451067-6).
Freedom Scenarios approfondisce la serie animata. Scenarios è divisa in due libri. Il primo rappresenta i primi tre episodi mentre il solo rappresenta gli ultimi quattro (ISBN 9784091064103, ISBN 978-4-09-106417-2).